# Dugpil
Dug-Pil (Salix daphnoides) eller Pommersk Pil er en stor busk eller et træ op til 15 m højt. 
Arten er meget nøjsom, men trives bedst på ikke for fugtig jordbund. Den blomstrer før løvspring, dvs. allerede i februar-marts. Dug-Pil er lyskrævende og velegnet som ammetræ i læplantninger på vindudsatte steder. Den tåler kraftig beskæring.
| Portal | Portal:Botanik |